# 硫酸镉
硫酸镉，化学式CdSO4，常为水合物 3CdSO4·8H2O 的形式存在。

## 性质
无色无气味单斜结晶，溶于水，不溶于乙醇、乙醚和乙酸。易风化。剧毒！

## 制备
1、金属镉、蒸馏水和硫酸在反应器中，30％过氧化氢存在下进行反应，然后再经过滤、浓缩结晶、离心分离和干燥，制得硫酸镉成品。
{\displaystyle {\rm {\ Cd+H_{2}SO_{4}\ {\xrightarrow {H_{2}O_{2}}}\ CdSO_{4}+2H_{2}O}}}
2、氧化镉溶于硫酸，除杂质，经蒸发结晶、离心分离、50 °C以下干燥，制得硫酸镉。
{\displaystyle {\rm {\ CdO+H_{2}SO_{4}\rightarrow CdSO_{4}+H_{2}O}}}

## 用途
塑料工业中用作聚氯乙烯的防老剂。电池工业中用作镉电池、韦斯顿电池和其他标准电池中的电解质。医药工业中用作角膜炎等洗眼水中的防腐剂和收敛剂。化学分析中，用作马氏试砷法中的催化剂，以用于检测硫化氢和反丁烯二酸；还用于标准镉元素和其他镉盐的制造。也用于镉肥生产。

## 毒性
硫酸镉为剧毒物，其粉尘或烟尘可引起中毒，影响呼吸系统、消化系统和神经系统。工作人员操作时，需带强制送空气的软管式防毒面具、防护眼镜，穿着光滑织品制成的无缝长工作服或连衫裤，戴橡皮手套和围裙。操作期间和操作后漱口。